# 青岩站
青岩站（韓語：청암역），又称班竹站，是朝鮮民主主義人民共和國咸镜北道清津市青岩区域的一個鐵路車站，属于平罗线。

## 邻近车站
平羅線
清津青年站 - 青岩站 - 金岩石站
咸北線
青岩站 - 輸城站